# NPO Saturn
NPO Saturn (Russisch: НПО Сатурн, NPO Satoern) is een Russisch ontwikkelaar, fabrikant en hersteller van gasturbines voor vliegtuigen, schepen en energiecentrales. Het bedrijf ontstond uit de fusie van fabrikant Rybinsk Motors met ontwerpbureau A. Lyulka-Saturn in 2001 en is thans een onderdeel van United Engine Corporation. Rybinsk Motors was zelf al het resultaat van verschillende fusies. A. Lyulka-Saturn was destijds Ruslands voornaamste ontwerper van gasturbines. De wortels van NPO Saturn gaan terug tot 1916.

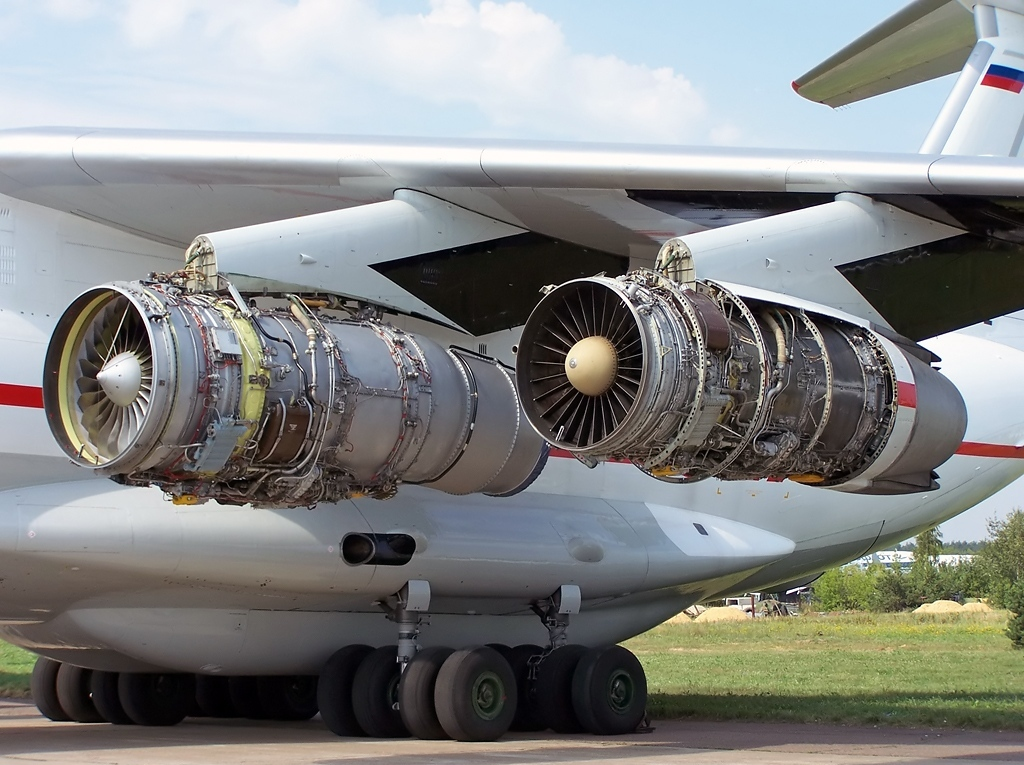
Twee D-30KP-3-motoren bevestigd aan een Il-76-testvliegtuig met de nacelles verwijderd; aug 2007.

NPO Saturn is actief op zowel de civiele als de militaire markt. Het maakt de motoren voor de gevechtsvliegtuigen Soechoj Soe-27, Soe-30 en de nieuwe Soe-35 en Soe-57, alsook voor opleidingsvliegtuigen, raketten en onbemande vliegtuigen. Commerciële motoren worden gemaakt voor vliegtuigen als de Tupolev Tu-154, Iljoesjin Il-62 en Iljoesjin Il-76.
In 2004 werd in samenwerking met de Franse vliegtuigmotorbouwer Snecma de joint venture PowerJet opgericht, waarin beide partners een 50%-belang hebben. Het Russische bedrijf werkte toen al jaren in onderaanneming voor Snecma voor de productie van onderdelen van CFM Internationals CFM56. Het doel van PowerJet was de ontwikkeling van een motor voor een nieuwe generatie regionale vliegtuigen. De Soechoj Superjet 100 was het eerste vliegtuig waar de SaM146 werd toegepast.